# Willy Russell
William Russell (ur. 23 sierpnia 1947 w Whiston, Lancashire, Wielka Brytania) – angielski dramaturg, autor tekstów i kompozytor. Do jego najbardziej znanych dzieł należą "Edukacja Rity", "Shirley Valentine", "Blood Brothers", "Our Day Out".

## Życiorys
Po ukończeniu szkoły w wieku 15 lat został fryzjerem damskim, mając 20 lat prowadził własny salon. Wówczas postanowił wrócić do college'u, który ukończył, a następnie wybrał zawód nauczyciela. Równocześnie pracował jako półprofesjonalny piosenkarz, pisał i wykonywał własne piosenki w klubach. Podczas studiów zaczął pisać dramat, a w 1972 napisał trzy jednoaktowe sztuki, które zostały wystawione na Edinburgh Festival Fringe, gdzie zobaczył je pisarz John McGrath. Polecił on Willego Russella Liverpool Everyman, który zlecił ich adaptację teatralną. 

### Kariera
Pierwszą sztuką, którą napisał Russell było "Keep Your Eyes Down", było to w 1971, gdy uczęszczał do Saint Katharine's College of Higher Education w Liverpoolu, z nią wystąpił na Edinburgh Fringe Festival. W 1974 napisał na zlecenie Liverpool Everyman musical o The Beatles pt. "John, Paul, George, Ringo ... i Bert". Osiem tygodni później musical został przeniesiony z Everyman Theatre w Liverpoolu na scenę Lyric Theatre na West Endzie, gdzie przez rok był absolutnym hitem, zdobywając Evening Standard i London Theatre Critics Awards dla najlepszego musicalu w 1974. 
Oprócz sztuk teatralnych "One for the Road" (1976) i "Stags and Hens" (1978), Willy Russell był scenarzystą filmów telewizyjnych "Death od A Young Man" (1975), "Daughters of Albion" (1979), "Our Day Out" (1977) i "One Summer" (1983, 1985). 
W 1980 na zlecenie Royal Shakespeare Company powstała sztuka "Edukacja Rity", jej premiera miała miejsce Warehouse, od sierpnia 1980 została przeniesiona na deski West End Piccadilly Theatre, w rolach głównych wystąpili Julie Walters i Mark Kingston. Wystawiana była do czerwca 1982 r., stając się znaną na całym świecie. Rok później powstał oparty na niej film, została przetłumaczona na wiele języków i adaptowana na potrzeby wielu teatrów na świecie. 
W 1986 Willy Russell powrócił do Liverpoolu i skupił się na tworzeniu sztuki "Shirley Valentine", która została w tym samym roku wystawiona w teatrze na West Endzie, zdobywając nagrodę im. Laurence'a Oliviera w kategorii komedia roku oraz przynosząc nagrodę aktorce Pauline Collins. W lutym 1989 sztuka została przeniesiona na Broadway, w listopadzie tego samego roku miała miejsce premiera filmowej ekranizacji tej sztuki. Zarówno "Edukacja Rity" (1983), jak i "Shirley Valentine" (1989) stały się filmami pełnometrażowymi, w których Michael Caine, Julie Walters i Pauline Collins otrzymali nominacje do Oscara, podobnie jak Willy Russell za scenariusz "Edukacji Rity".
Drugim światowym sukcesem teatralnym Willy'ego Russella była sztuka "Blood Brothers", którą krytycy nazwali "Liverpoolską operą ludową". Sztuka ta została napisana i wystawiona w 1983, zdobyła wówczas Laurence Olivier Awards w kategorii najlepszego musicalu. W 1988 po raz drugi została wystawiona w West Endzie i wystawiona ponad 10000 razy w ciągu 24 lat, ostatnie przedstawienie miało miejsce w listopadzie 2012. Równocześnie sztuka była wystawiana podczas tournée po Wielkiej Brytanii, a od 1993 na Broadwayu, gdzie w tym samym roku była nominowana do nagrody Tony Award w kategorii najlepszy musical.
Russell razem z Bobem Eatonem postanowił powrócić do sztuki "Out Day Out", którą napisał w 1977 i na jej podstawie skomponować musical. Współczesna realizacja muzyczna zachowała fabułę i wszystkie postacie z oryginału, ale zmieniono akcję oraz tekst, aby odzwierciedlał realia XXI wieku. Musical został przygotowany i wystawiony w 2010 w Royal Court Theatre w Liverpoolu. 
Opublikowana w 2000 roku pierwsza powieść Willy'ego Russella "Wrong Boy", została dobrze przyjęta i zyskała wielu czytelników, zarówno w Wielkiej Brytanii, jak i za granicą (w Polsce wydana pod tytułem "Inny chłopiec"). W 2004 Russell powrócił do swoich korzeni piosenkarza i autora tekstów - w Pure Records ukazał się album "Hoovering the Moon". Został także współproducentem albumu Tima Firtha "Harmless Flirting".
W 2013 Wydział Archiwów i Zbiorów Specjalnych Uniwersytetu Johna Mooresa w Liverpoolu założył Archiwum Willy Russela, które zawiera rękopisy, programy, materiały reklamowe i medialne, wycinki z gazet i komunikaty prasowe, korespondencję, dokumenty prawne, finansowe i administracyjne. Znajdują się tam również zapisy z castingów, przesłuchań, materiały audio i filmowe oraz ulotki promocyjne. Cały ten materiał został wyprodukowany w trakcie kariery Russella i stanowi kompleksowy obraz jego dotychczasowej pracy, pokazuje proces tworzenia i jego dorobek zarówno pisarski, jak i muzyczny.

### Życie prywatne
W 1969 poślubił Annie Seagroatt, para ma syna Roba i dwie córki Rachel i Ruth

## Twórczość
- "Keep Your Eyes Down" (sztuka 1971);
- "Sam O'Shanker" (sztuka 1972, musical 1973);
- "John, Paul, George, Ringo ... and Bert" (musical 1974);
- "Death of a Young Man" (sztuka 1974);
- "Breezeblock Park" (sztuka 1975);
- "Our Day Out" (film telewizyjny 1976, musical 2010);
- "Our Day Out (sztuka 1977);
- "Blind Scouse";
- "One for the Road" (sztuka 1976);
- "I Read the News Today" (słuchowisko radiowe na antenie BBC Schools Radio Play, 1976);
- "Stags and Hens" (sztuka 1978, adaptacja filmowa 1990 pod tytułem "Dancin' thru the Dark");
- "Educating Rita" (sztuka 1980, film 1983);
- "The Boy with the Transistor Radio" (1980);
- "One Summer" (serial telewizyjny 1983);
- "Blood Brothers" (musical 1983);
- "Connie (serial telewizyjny, współautor scenariusza "The Show" 1985);
- "Shirley Valentine" (sztuka 1986, film 1989);
- "Terraces (film telewizyjny BBC 1993);
- "The Wrong Boy" (pierwsza powieść 2000);
- "Hoovering the Moon" (album muzyczny 2003);
- "Our Day Out – The Musical" (2009/10).

## Nagrody i nominacje

### Nagrody
- 1980: Laurence Olivier Award dla najlepszej nowej komedii – Edukacja Rity;
- 1983: Laurence Olivier Award dla najlepszego nowego musicalu – Blood Brothers;
- 1988: Laurence Olivier Award dla najlepszej nowej komedii – Shirley Valentine;
- 1990: Evening Standard British Film Award za najlepszy scenariusz – Shirley Valentine.

### Nominacje
- 1984: Nagroda Akademii Filmowej - nominacja za najlepszy scenariusz adaptowany na potrzeby filmu – Edukacja Rity;
- 1984: Złoty Glob  - nominacja za najlepszy scenariusz filmowy – Edukacja Rity;
- 1984: BAFTA - nominacja za najlepszy scenariusz adaptowany – Edukacja Rity;
- 1989: Tony Award - za najlepszą grę aktorską – Shirley Valentine;
- 1990: BAFTA - nominacja za najlepszy scenariusz adaptowany – Shirley Valentine;
- 1993: Tony Award - nominacja za najlepszą książkę napisaną na podstawie musicalu – Blood Brothers.